# Magritte/Bester Kurzfilm
Gewinner und Nominierte des belgischen Filmpreises Magritte in der Kategorie Bester Kurzfilm (Meilleur court métrage de fiction; früher: Meilleur court métrage) seit der ersten Verleihung im Jahr 2011. Ausgezeichnet werden die besten einheimischen Kurzfilme des vergangenen Jahres. Seit 2016 wird der Magritte auch in der Kategorie Bester animierter Kurzfilm und seit 2022 in der Kategorie Bester Dokumentarkurzfilm vergeben.
Die unten aufgeführten Filme werden mit ihrem deutschen Verleihtitel (sofern vorhanden) angegeben, danach folgt in Klammern und in kursiver Schrift der Originaltitel und der Name des Regisseurs.

## 2010er Jahre
2011
Nuit blanche – Regie: Samuel Tilman
- De si près – Regie: Rémi Durin
- Pour toi, je ferai bataille – Regie: Rachel Lang
- La Balançoire – Regie: Christophe Hermans
- Sous un coin de ciel bleu – Regie: Arnaud Demuynck und Cecilia Marreiros Marum

2012
Dimanches – Regie: Valéry Rosier
- Dos au mur – Regie: Miklos Keleti
- La version du loup – Regie: Ann Sirot und Raphaël Balboni
- Mauvaise lune – Regie: Méryl Fortunat-Rossi und Xavier Seron

2013
Le Cri du homard – Regie: Nicolas Guiot
- A New Old Story – Regie: Antoine Cuypers
- Fable domestique – Regie: Ann Sirot und Raphaël Balboni
- U. H. T – Regie: Guillaume Senez

2014
Welkom – Regie: Pablo Muñoz Gomez
- Bowling Killers – Regie: Sébastien Petit
- Le Conseiller – Regie: Elisabet Lladó
- Partouze – Regie: Matthieu Donck

2015
Der Weihnachtskuchen (La Bûche de Noël) – Regie: Stéphane Aubier und Vincent Patar
- En attendant le dégel – Regie: Sarah Hirtt
- La Part de l’ombre – Regie: Olivier Smolders
- Les Corps étrangers – Regie: Laura Wandel

2016
Der Schwarzbär (L’Ours noir) – Regie: Méryl Fortunat-Rossi und Xavier Seron
- Jay unter echten Männern (Jay parmi les hommes) – Regie: Zeno Graton
- Tout va bien – Regie: Laurent Scheid

2017
Der Klempner (Le Plombier) – Regie: Méryl Fortunat-Rossi und Xavier Seron
- Les Amoureuses – Regie: Catherine Cosme
- Wie Pech und Schwefel (À l’arraché) – Regie: Emmanuelle Nicot

2018
Avec Thelma – Regie: Ann Sirot und Raphaël Balboni
- Der Film des Sommers (Le Film de l’été) – Regie: Emmanuel Marre
- Kapitalistis – Regie: Pablo Muñoz Gomez
- Kleine Angestellte (Les Petites mains) – Regie: Rémi Allier

2019
Icare – Regie: Nicolas Boucart
- Calamity – Regie: Séverine De Streyker und Maxime Feyers
- D’un château l’autre – Regie: Emmanuel Marre
- Une sœur – Regie: Delphine Girard

## 2020er Jahre
2020
Oma, Mutter, Kind (Matriochkas) – Regie: Bérangère Mc Neese
- Bruxelles-Beyrouth – Regie: Thibaut Wohlfahrt und Samir Youssef
- Détours – Regie: Christopher Yates
- Lucia will aufs Ganze gehen (Lucia en el limbo) – Regie: Valentina Maurel

2021
nicht vergeben

2022
Sprötch – Regie: Xavier Seron
- L’Enfant salamandre – Regie: Théo Degen
- T’es morte Hélène – Regie: Michiel Blanchart
- Titan – Regie: Valery Carnoy

2023
Drame 71 – Regie: Guillaume Lion
- Les Huîtres – Regie: Maïa Descamps
- Meine Fresse (Ma gueule) – Regie: Grégory Carnoli und Thibaut Wohlfahrt
- Patanegra – Regie: Méryl Fortunat-Rossi

2024
Les Silencieux – Regie: Basile Vuillemin
- Beyond the Sea – Regie: Hippolyte Leibovici
- Se dit d’un cerf qui quitte son bois – Regie: Salomé Crickx
- Un bon garçon – Regie: Paul Vincent de Lestrade

2025
Eldorado – Regie: Mathieu Volpe
- Assoiffé – Regie: Lisa Sallustio
- Baisse les yeux – Regie: Marie Chauderlot
- Un invincible été – Regie: Arnaud Dufeys